# Alejo Castex
Alejo Castex fue un destacado jurisconsulto del Virreinato del Río de la Plata y de las Provincias Unidas, en la cual ocupó la presidencia del Supremo Tribunal de Justicia y se desempeñó como congresista.

## Biografía
Nació en Buenos Aires el 17 de julio de 1766, hijo del capitán de milicias español Francisco Castex, y de Paula Hilaria Delgado y Sánchez de Velasco, nativa de Buenos Aires e hija de Sebastián Delgado y Cordobés y de Catalina Sánchez de Velasco y Otorgués. Tuvo cuando menos un hermano, Vicente José Castex y Delgado.
Tras estudiar en el Real Colegio de San Carlos, el 23 de julio de 1786 obtuvo el grado de bachiller en leyes y sagrados cánones en la Universidad Mayor Real y Pontificia San Francisco Xavier de Chuquisaca.

### Los inicios de su carrera
Nuevamente en Buenos Aires, se incorporó a la Real Audiencia y en abril de 1789 el tribunal comisionó al licenciado Eusebio Urra y a los doctores José Vicente Carrancio y Francisco Bruno de Rivarola para que "juntándose en casa del más antiguo examinen a don Alejo Castex en la práctica forense y remitiendo cerrado el correspondiente informe se dará providencia a los demás", tras lo que Castex fue autorizado al ejercicio de la profesión.
El 20 de julio de 1802 casó en la Catedral de Buenos Aires con María Luisa Estefanía Campos y López Camelo (1772-1851), hija de Juan Esteban Ambrosio de Campos y Rodríguez (1727-1810) y de María Josefa López Camelo, con quien tuvo doce hijos: Paula (1803-1843), Manuel de la Santísima Trinidad (1804-1804, Eusebio Alejo (1805-1872), Josefa Ceferina (1806-1895), María Micaela (1807-?), Rufino, María de la Paz Ildefonsa (1812-?), Pedro Joseph Francisco (1813-?), Juan Bonifacio (1815-?), María Matilde Josepha Bernabela (1817-?), Josefa Genara (1808-1900) y Juan Isidro Castex Campos (1819-1889).

### Invasiones inglesas e independencia
Tras la reconquista de Buenos Aires en 1806, Castex se incorporó con el grado de capitán al Regimiento de Patricios. El 31 de mayo de 1807 recibió de Santiago de Liniers el grado de teniente coronel y fue nombrado comandante del Escuadrón de Migueletes, que fue conocido también como "Migueletes de Castex", participando de la defensa contra la segunda invasión inglesa al Río de la Plata.
En 1809 reemplazó a su antiguo examinador Francisco Bruno de Rivarola como asesor del Real Tribunal. En el Cabildo Abierto del 22 de mayo de 1810 el Sr. Dr. D. Alejo Castex, Abogado de esta Real Audiencia, y Teniente Coronel urbano se adhirió al voto de Juan Nepomuceno Solá, quien proponía destituir al Virrey y que el Cabildo de Buenos Aires asumiera el poder hasta tanto se reuniera un congreso de representantes del Virreinato del Río de la Plata que elegiría una junta.
El 27 de mayo reemplazó como secretario del Consulado de Comercio de Buenos Aires a Manuel Belgrano, quien integraba la Primera Junta.
Fue diputado por la Provincia de Catamarca en la asamblea convocada para octubre de 1812 y disuelta por el Primer Triunvirato.
En 1813 se desempeñó como secretario del Supremo Tribunal de Justicia, en el marco de la reforma de la justicia dispuesta por la Asamblea del año XIII en su "Reglamento para la Administración de Justicia" del 1 de septiembre de ese año.

### Cámara de Apelaciones
Ese año también se desempeñó como asesor del Juzgado de segundo voto. El 9 de diciembre de 1814 cesó finalmente como secretario del Consulado.

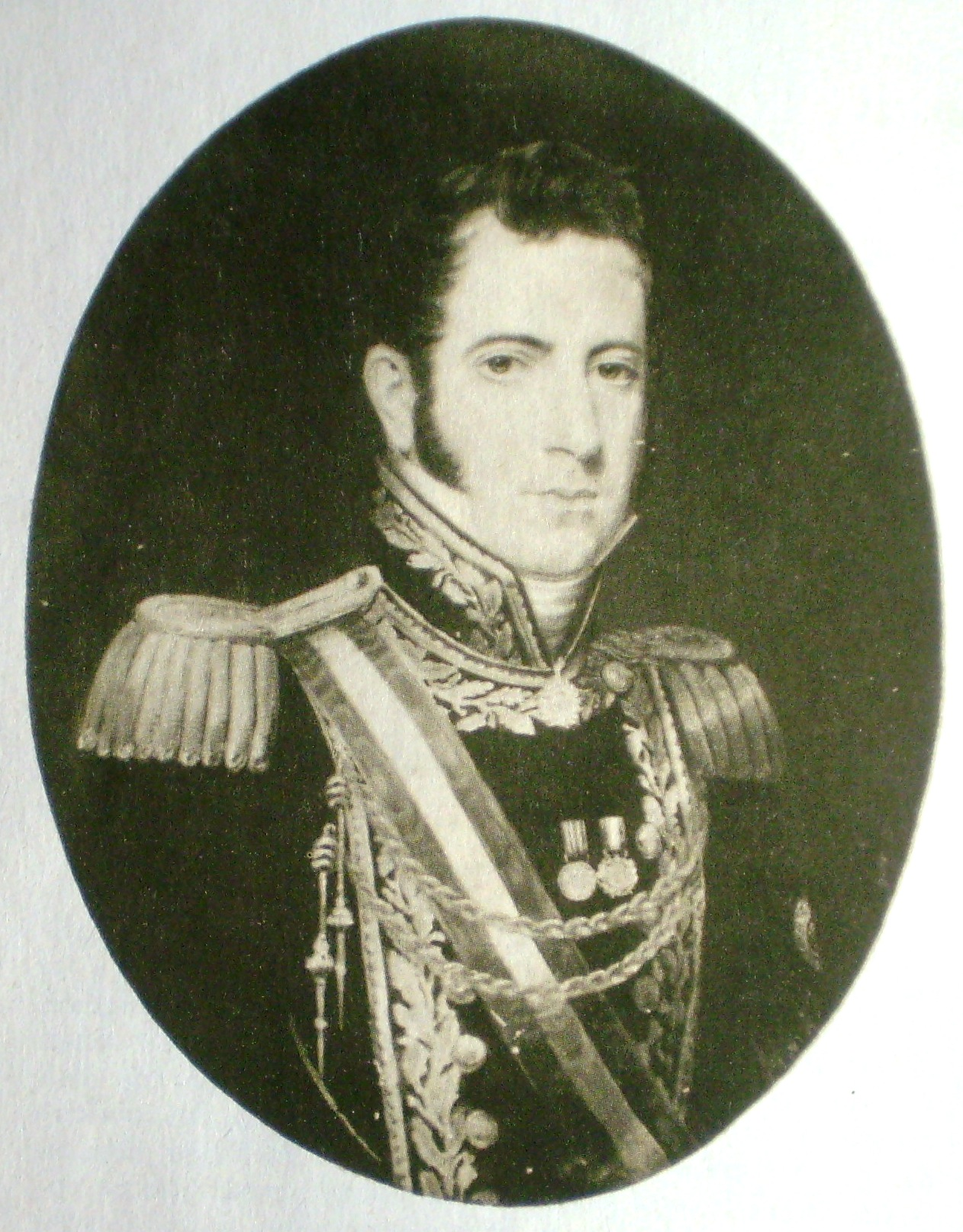
Carlos María de Alvear.

El 16 de enero de 1815 fue nombrado censor de la flamante "Academia teórico-práctica de jurisprudencia de Buenos Aires", presidida por Manuel Antonio Castro.
El 2 de marzo de 1815 se incorporó como vocal a la Cámara de Apelaciones — institución que reemplazaba a la Real Audiencia de Buenos Aires — y presidiéndola el Dr. Miguel Mariano de Villegas.
El 20 de abril del mismo año cayó el gobierno de Carlos María de Alvear ante la rebelión del coronel Ignacio Álvarez Thomas, jefe de la vanguardia del ejército enviado contra José Artigas, la oposición del interior y la falta de apoyo en la ciudad.
El 23 de abril los vocales de la cámara de apelaciones Castex y Gregorio García de Tagle  iniciaron por orden del Cabildo procesos por delitos de facción, excesos en la administración pública e infidencia contra Agustín José Donado, Gervasio Posadas, Juan Larrea, Nicolás Herrera, Elías Galván entre otros, sindicados como adherentes al régimen depuesto. Los encausados sufrieron el embargo de sus bienes y el destierro.
Castex participó de la redacción del Proyecto de Instrucciones a los diputados de las Provincias Unidas del Río de la Plata al Congreso de Tucumán. Alternó sus funciones con la diputación de los partidos de la Provincia de Buenos Aires de Arrecifes, Carmen de Areco, Pergamino y Salto, y en 1816 fue nombrado síndico procurador general.

### Misión en Santa Fe

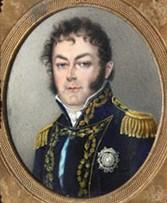
Juan Martín de Pueyrredón.

Elegido Juan Martín de Pueyrredón por el Congreso como nuevo Director Supremo de las Provincias Unidas del Río de la Plata, Castex fue comisionado el 31 de agosto de 1816 (Comisión de Bienes Extraños) — Junto con el Dr. Miguel Mariano de Villegas y el contador Antonio Pósiga — ante el gobierno de la Provincia de Santa Fe, invadida el 12 de julio del mismo año por el coronel Eustoquio Díaz Vélez, para acordar los términos de un cese de hostilidades: "autorizado para estipular con el jefe de ese territorio la transacción de las diferencias que desgraciadamente existen entre ambos territorios".
El 27 de agosto Castex se entrevistó con el gobernador santafecino Mariano Vera, quien puso como condición para permitir la retirada del ejército de Buenos Aires la entrega de su armamento, por lo que Castex dio por finalizada su comisión.

### Ministerio y presidencia de Rivadavia
En 1821, durante el gobierno de Martín Rodríguez, fue designado juez de alzada del Consulado de Comercio, Auditor de Guerra y Marina y en diciembre representante por Buenos Aires.
En 1822 como vocal de la Cámara de Apelaciones participó junto a Manuel Antonio de Castro y Tomás Antonio Valle de la realización del Proyecto de Ley sobre establecimiento de las magistraturas.

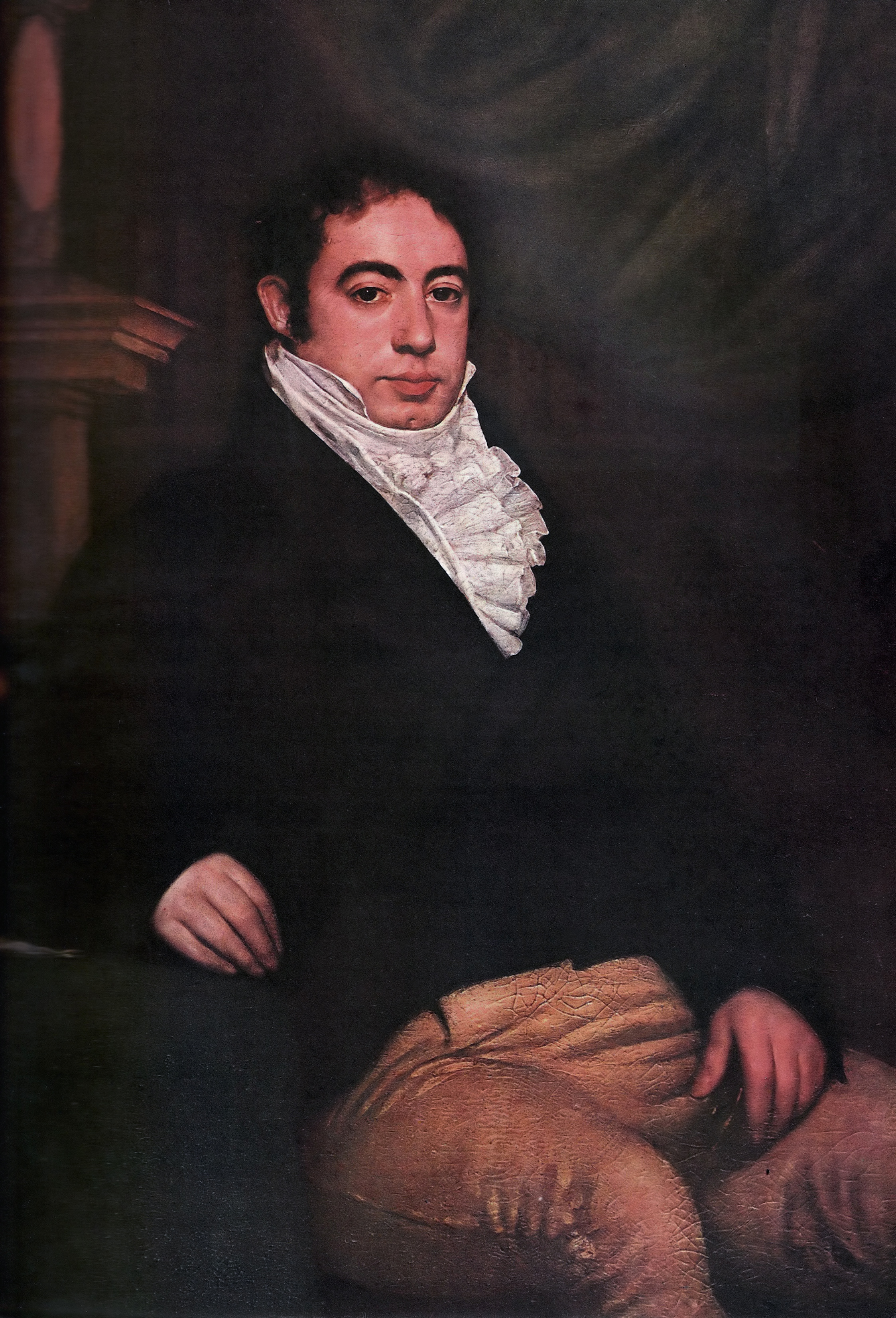
Bernardino Rivadavia.

Asumió luego la presidencia del Superior Tribunal de Justicia. Tuvo un importante papel en la discusión en la Junta de Representantes de Buenos Aires de las reformas eclesiásticas propuestas por Bernardino Rivadavia, siendo uno de sus opositores, junto a Tomas Manuel de Anchorena, Esteban Agustín Gascón, Pedro Alcántara de Somellera y José Miguel Díaz Vélez.
Entre 1825 y 1827 Castex se desempeñó como diputado en el Congreso General. Votó a favor de la elección de Rivadavia como presidente de la República Argentina y firmó la Constitución Argentina de 1826 como "diputado por el territorio desmembrado de la Capital".

### Últimos años
Fue nombrado Inspector del Mercado de la Aduana, tras lo que se retiró a su estancia en el partido de Baradero. Juan Manuel de Rosas, quien había servido bajo su mando en el cuerpo de Migueletes, suspendió el cobro de su jubilación como expresidente del Superior Tribunal por considerarlo unitario.
Falleció en Buenos Aires el 17 de septiembre de 1841.
Una calle del barrio de Palermo en su ciudad natal lleva su apellido.